# Biatlo nos Jogos Paralímpicos de Inverno de 2018 - 7,5 km masculino
As provas de 7,5 km masculino do biatlo nos Jogos Paralímpicos de Inverno de 2018 foram disputadas no Centro de Biatlo Alpensia, em Daegwallyeong-myeon, Pyeongchang, em 10 de março.

## Medalhistas
| Medalha | Atletas sentados   | Atletas em pé       | Deficientes visuais                                 |
| ------- | ------------------ | ------------------- | --------------------------------------------------- |
| Ouro    | USA Daniel Cnossen | FRA Benjamin Daviet | UKR Vitaliy Lukyanenko / Ivan Marchyshak (guia)     |
| Prata   | BLR Dzmitry Loban  | CAN Mark Arendz     | BLR Yury Holub / Dzmitry Budzilovich (guia)         |
| Bronze  | CAN Collin Cameron | UKR Ihor Reptyukh   | UKR Anatolii Kovalevskyi / Oleksandr Mukshyn (guia) |

## Resultados

### Atletas sentados
| Pos. | Bib | Atleta                    | Penalidades | Tempo real | Tempo calculado | Diferença |
| ---- | --- | ------------------------- | ----------- | ---------- | --------------- | --------- |
| 01 ! | 33  | USA Daniel Cnossen        | 1 (0+1)     | 23:49.7    | 23:49.7         | —         |
| 02 ! | 37  | BLR Dzmitry Loban         | 1 (1+0)     | 23:57.0    | 23:57.0         | +7.3      |
| 03 ! | 29  | CAN Collin Cameron        | 1 (0+1)     | 24:59.0    | 23:59.0         | +9.3      |
| 4    | 39  | UKR Taras Rad             | 1 (0+1)     | 24:10.8    | 24:10.8         | +21.1     |
| 5    | 38  | KOR Sin Eui-hyun          | 2 (1+1)     | 24:19.9    | 24:19.9         | +30.2     |
| 6    | 40  | GER Martin Fleig          | 1 (0+1)     | 25:43.0    | 24:41.3         | +51.6     |
| 7    | 31  | BLR Yauheni Lukyanenka    | 0 (0+0)     | 25:02.2    | 25:02.2         | +1:12.5   |
| 8    | 34  | USA Andrew Soule          | 3 (3+0)     | 25:08.3    | 25:08.3         | +1:18.6   |
| 9    | 25  | CAN Derek Zaplotinsky     | 1 (0+1)     | 28:06.4    | 25:17.8         | +1:28.1   |
| 10   | 35  | UKR Maksym Yarovyi        | 6 (2+4)     | 30:15.0    | 26:00.9         | +2:11.2   |
| 11   | 30  | KOR Lee Jeong-min         | 3 (0+3)     | 26:02.5    | 26:02.5         | +2:12.8   |
| 12   | 32  | USA Aaron Pike            | 3 (3+0)     | 27:20.9    | 26:15.3         | +2:25.6   |
| 13   | 23  | CHN Gao Xiaoming          | 4 (1+3)     | 26:26.2    | 26:26.2         | +2:36.5   |
| 14   | 27  | CHN Du Mingyuan           | 4 (2+2)     | 26:36.6    | 26:36.6         | +2:46.9   |
| 15   | 36  | NOR Trygve Steinar Larsen | 4 (3+1)     | 26:37.3    | 26:37.3         | +2:47.6   |
| 16   | 22  | KAZ Sergey Ussoltsev      | 2 (0+2)     | 27:20.9    | 27:20.9         | +3:31.2   |
| 17   | 28  | POL Kamil Rosiek          | 2 (1+1)     | 27:25.6    | 27:25.6         | +3:35.9   |
| 18   | 26  | GBR Scott Meenagh         | 4 (2+2)     | 27:28.1    | 27:28.1         | +3:38.4   |
| 19   | 21  | USA Jeremy Wagner         | 1 (1+0)     | 29:43.8    | 28:32.4         | +4:42.7   |
| 20   | 24  | USA Bryan Price           | 1 (1+0)     | 30:05.0    | 28:52.8         | +5:03.1   |

### Atletas em pé
| Pos. | Bib | Atleta                   | Penalidades | Tempo real | Tempo calculado | Diferença |
| ---- | --- | ------------------------ | ----------- | ---------- | --------------- | --------- |
| 01 ! | 87  | FRA Benjamin Daviet      | 0 (0+0)     | 19:43.1    | 17:56.6         | —         |
| 02 ! | 85  | CAN Mark Arendz          | 0 (0+0)     | 19:24.1    | 18:25.9         | +29.3     |
| 03 ! | 86  | UKR Ihor Reptyukh        | 1 (0+1)     | 19:27.6    | 18:40.9         | +44.3     |
| 4    | 83  | UKR Grygorii Vovchynskyi | 1 (1+0)     | 19:47.7    | 19:00.2         | +1:03.6   |
| 5    | 80  | GER Alexander Ehler      | 0 (0+0)     | 19:52.0    | 19:16.2         | +1:19.6   |
| 6    | 84  | NOR Nils Erik Ulset      | 3 (2+1)     | 22:35.9    | 20:06.8         | +2:10.2   |
| 7    | 74  | KAZ Alexandr Gerlits     | 3 (2+1)     | 21:18.9    | 20:15.0         | +2:18.4   |
| 8    | 72  | CHN Wu Junbao            | 1 (0+1)     | 23:11.4    | 20:24.4         | +2:27.8   |
| 9    | 82  | JPN Keiichi Sato         | 1 (0+1)     | 21:19.3    | 20:28.1         | +2:31.5   |
| 10   | 79  | GER Steffen Lehmker      | 1 (1+0)     | 21:44.9    | 20:52.7         | +2:56.1   |
| 11   | 77  | POL Witold Skupień       | 3 (3+0)     | 23:57.5    | 21:05.0         | +3:08.4   |
| 12   | 81  | UKR Vitalii Sytnyk       | 2 (0+2)     | 22:13.2    | 21:06.5         | +3:09.9   |
| 13   | 75  | FIN Juha Harkonen        | 1 (0+1)     | 22:53.3    | 22:12.1         | +4:15.5   |
| 14   | 76  | KOR Kwon Sang-hyeon      | 3 (2+1)     | 23:17.2    | 22:21.3         | +4:24.7   |
| 15   | 78  | UKR Serhii Romaniuk      | 4 (2+2)     | 23:45.9    | 22:48.9         | +4:52.3   |
| 16   | 71  | USA Ruslan Reiter        | 4 (2+2)     | 23:52.9    | 22:55.6         | +4:59.0   |
| 17   | 73  | JPN Masaru Hoshizawa     | 4 (1+3)     | 24:56.8    | 23:56.9         | +6:00.3   |

### Deficientes visuais
| Pos. | Bib | Atleta                                       | País              | Penalidades | Tempo real | Tempo calculado | Diferença |
| ---- | --- | -------------------------------------------- | ----------------- | ----------- | ---------- | --------------- | --------- |
| 01 ! | 135 | Vitaliy Lukyanenko Guia: Ivan Marchyshak     | UKR Ucrânia       | 0 (0+0)     | 19:51.0    | 19:51.0         | —         |
| 02 ! | 127 | Yury Holub Guia: Dzmitry Budzilovich         | BLR Bielorrússia  | 1 (0+1)     | 20:05.1    | 20:05.1         | +14.1     |
| 03 ! | 136 | Anatolii Kovalevskyi Guia: Oleksandr Mukshyn | UKR Ucrânia       | 1 (0+1)     | 20:42.5    | 20:30.1         | +39.1     |
| 4    | 133 | Iaroslav Reshetynskyi Guia: Nazar Stefurak   | UKR Ucrânia       | 1 (1+0)     | 20:46.3    | 20:33.8         | +42.8     |
| 5    | 137 | Iurii Utkin Guia: Ruslan Perekhoda           | UKR Ucrânia       | 2 (2+0)     | 21:36.1    | 21:23.1         | +1:32.1   |
| 6    | 132 | Dmytro Suiarko Guia: Vasyl Potapenko         | UKR Ucrânia       | 2 (0+2)     | 22:08.1    | 21:54.8         | +2:03.8   |
| 7    | 128 | Zebastian Modin Guia: Johannes Andersson     | SWE Suécia        | 5 (4+1)     | 24:59.2    | 21:59.3         | +2:08.3   |
| 8    | 130 | Oleksandr Kazik Guia: Sergiy Kucheryaviy     | UKR Ucrânia       | 3 (2+1)     | 25:03.2    | 22:02.8         | +2:11.8   |
| 9    | 129 | Nico Messinger Guia: Lutz Peter Klausmann    | GER Alemanha      | 1 (1+0)     | 22:58.0    | 22:44.2         | +2:53.2   |
| 10   | 134 | Vasili Shaptsiaboi Guia: Yuryi Liadau        | BLR Bielorrússia  | 5 (3+2)     | 23:14.8    | 23:00.9         | +3:09.9   |
| 11   | 131 | Anthony Chalençon Guia: Simon Valverde       | FRA França        | 3 (1+2)     | 27:02.5    | 23:47.8         | +3:56.8   |
| 12   | 125 | Oleksandr Makhotkin Guia: Denys Nikulin      | UKR Ucrânia       | 2 (1+1)     | 23:48.9    | 23:48.9         | +3:57.9   |
| 13   | 126 | Thomas Dubois Guia: Bastien Sauvage          | FRA França        | 4 (3+1)     | 27:21.3    | 24:04.3         | +4:13.3   |
| 14   | 122 | Choi Bo-gue Guia: Kim Hyun-woo               | KOR Coreia do Sul | 1 (0+1)     | 25:19.2    | 25:19.2         | +5:28.2   |
| 15   | 123 | Kazuto Takamura Guia: Yuhei Fujita           | JPN Japão         | 1+1         | 29:17.0    | 25:46.2         | +5:55.2   |
| 16   | 124 | Piotr Garbowski Guia: Jakub Twardowski       | POL Polônia       | 7 (4+3)     | 26:32.2    | 26:32.2         | +6:41.2   |
| 17   | 121 | Kairat Kanafin Guia: Anton Zhdanovich        | KAZ Cazaquistão   | 5 (2+3)     | 27:07.8    | 26:51.5         | +7:00.5   |

Legenda
| Recorde mundial      | Recorde mundial (World record)               |                       | Recorde africano                      | Recorde africano (African) |                                           | Q | Classificado por posição (Qualified) |
| Recorde olímpico     | Recorde olímpico (Olympic record)            | Recorde da América    | Recorde da América (Americas)         | q                          | Classificado por melhor tempo (Qualified) |   |                                      |
| Melhor marca do ano  | Melhor marca do ano (World leading)          | Recorde asiático      | Recorde asiático (Asian)              | DNS                        | Não largou (Did not start)                |   |                                      |
| Recorde nacional     | Recorde nacional (National record)           | Recorde europeu       | Recorde europeu (European)            | DNF                        | Não terminou (Did not finish)             |   |                                      |
| Recorde pessoal      | Recorde pessoal do atleta (Personal best)    | Recorde da Oceania    | Recorde da Oceania (Oceania)          | DSQ / DQ                   | Desclassificado (Disqualified)            |   |                                      |
| Recorde da temporada | Recorde da temporada do atleta (Season best) | Recorde sul-americano | Recorde sul-americano (South America) | NM                         | Sem marca (No mark)                       |   |                                      |